# I've found my freedom
I've found my freedom, beter bekend als Freedom is een single van Mac & Katie Kissoon. Het is een van de zes singles die deze zangers van Trinidad & Tobago hadden in Nederland (gegevens top30). Het nummer staat op een langspeelplaat getiteld The Beginning. Beide werden uitgegeven door het platenlabel Young Blood; in Nederland verscheen het in de Negramcatalogus. Young Blood was in het Verenigd Koninkrijk gelieerd aan EMI, in Nederland was Negram gelieerd aan EMI, vandaar. Het album verscheen later in een heruitgave bij Polydor.
Tony Ritchie had als liedjesschrijver enig succes in de late jaren zestig van de 20e eeuw. I’ve found my freedom was zijn grootste hit; het ging in 1971/1972 veelvuldig over de toonbank. Ritchie schreef het nummer samen met Del Spence. Zij schreven meerdere nummers voor de Kissoons, maar ook bijvoorbeeld voor Apollo 100.In de jaren tachtig trok Ritchie zich uit de actieve muziekwereld terug, maar bleef wel liedjes schrijven voor allerlei artiesten. Ritchie en Spence waren vaker betrokken bij producties van Miki Dallon.
Na deze single vertrokken de Kissoons naar producer Hans van Hemert.

## Hitnotering

### Nederlandse Top 40
| Positie: | 35 | 16 | 7 | 4 | 3 | 4 | 8 | 12 | 16 | 26 | 30 | uit |

### NederlandseDaverende 30
| Positie: | 30 | 17 | 7 | 4 | 3 | 4 | 6 | 7 | 14 | 22 | 27 | uit |

### BelgischeBRT Top 30
| Positie: | 29 | 24 | 11 | 8 | 3 | 2 | 3 | 5 | 4 | 8 | 9 | 17 | uit |

### VlaamseUltratop 30
| Positie: | 23 | 15 | 5 | 3 | 2 | 3 | 4 | 7 | 12 | 14 | 21 | uit |

### NPO Radio 2 Top 2000
I've found my freedom stond alleen in 2001 in de NPO Radio 2 Top 2000, op plek 1999.